# Guacoche
Guacoche es uno de los 26 corregimientos del municipio colombiano de Valledupar, a orillas del río Cesar, en el departamento del mismo nombre, (también conocido como Cardonales de Guacoche).

## Geografía
Guacoche limita al norte con el corregimiento de Guacochito; al occidente con el corregimiento de Los Corazones y al suroccidente con el corregimiento de El Jabo; hacia el oriente limita con el departamento de La Guajira, con los municipios de Villanueva, Urumita y La Jagua del Pilar.
La región El Jabo y Guacoche posee una amplia riqueza de vegetación y fauna en los bosques secos. Hay unas 22 especies de anfibios distribuidas en 14 géneros y 8 familias identificadas por expertos de la Universidad Nacional de Colombia, como el llamado sapo cachón (Ceratophys calcarata). En la región habitan unas 43 especies de reptiles, que han sido identificadas; 22 tipos de serpientes con la serpiente cascabel (Crotalus durissus) entre las más abundantes; además de Lagartos, tortugas e iguanas. Diferentes especies de aves nativas y migratorias se encuentran en la región con unas 172 especies registradas. Figuran especies como turpiales o toches (Icterus icterus), el vencejo de tormenta, la golondrina azul y el atrapamoscas pirata. Hay unas 43 especies mamíferas identificadas, como los murciélagos (Chiroptera), dantas y tigrillos.

## Historia
El nombre "Guacoche" viene de la lengua indígena Chimila que significa "agua turbia". Aunque el asentamiento era inicialmente de indígenas Chimilas, en algún momento la llegada de personas de raza negra y zamba se volvió mayoría. Se cree que las personas de raza negra que llegaron eran esclavos cimarrones, que formaron un Palenque en Guacoche o se fusionaron con los indígenas locales. Las casas se hicieron en material bahareque.
Según versiones de tradición oral, el pueblo servía como estancia para los viajeros y vaqueros entre La Guajira y el Cesar. 
Antes de la llegada a la región de las neveras, las tinajas eran producidas en gran cantidad por los pobladores para la conservación de alimentos.
Durante las décadas de 1990 y 2000, Guacoche fue afectado por asesinatos y el desplazamiento de sus habitantes llevado a cabo por paramilitares de las Autodefensas Unidas de Colombia (AUC). El líder comunitario  Algemiro Quiroz Márquez fue asesinado el 6 de abril de 1997 por un comando paramilitar en la plaza principal frente a todos los habitantes. Los abusos de los paramilitares contra los pobladores no apaciguaron hasta 2005.
Una de sus veredas, Guachochito se convirtió en corregimiento de Valledupar en 1993 tras una secesión del corregimiento.
Las gestiones para la construcción del acueducto corregimental se iniciaron en la alcaldía de Elías Ochoa Daza, pero el corregimiento aún no cuenta con alcantarillado. La carretera Guacoche-Los Corazones, que une al corregimiento con Valledupar fue terminada durante la alcaldía de Fredys Socarrás.

## Organización político-administrativa
La máxima autoridad del corregimiento es el corregidor. A diferencia de los demás corregimientos de Valledupar, Guacoche no tiene veredas.

### Barrios
- Brisas del río
- Calle ancha
- Calle de Los Hermanos
- Cascajalito
- El Cuchugo
- La principal
- Los Higuitos
- El Instemutis

## Economía
Los habitantes de Guacoche se dedican en su mayoría a la extracción de material de arrastre del río Cesar que venden a constructoras de la región. Otros se dedican a la agricultura y la ganadería a pequeña escala y un grupo significativo de mujeres producen las tradicionales tinajas.
Las tinajeras están agrupadas en la Asociación de Alfareros y Artesanos del corregimiento de Guacoche.

## Cultura
Las artesanías a base de barro o alfarería, predominantemente las tinajas, han sido la tradición de Guacoche. Debido a las altas temperaturas de la región, las mujeres han creado una tradición alrededor del uso de toallas en sus cabezas para salir a caminar bajo el sol. 
Sus habitantes se han resistido a la pavimentación de las calles polvorientas, bajo el temor de perder su identidad. 
Entre sus personajes ilustres, se encuentra el acordeonero y cantautor Lorenzo Morales, juglar de la música vallenata y el rey del merengue, José Vicente “Chente” Munive. El vallenato y la tinaja son celebrados en el Festival Folclórico y Cultural de la Tinaja, que los guacocheros llevan a cabo a mediados del mes de diciembre, cada año a partir del 2000. La mayoría de la población pertenece a la Iglesia católica y celebra localmente las festividades de San Francisco de Asís en el mes de octubre.

## Centro educativo
El corregimiento cuenta con la Institución técnica José Celestino Mutis,  y la Escuela Rural Mixta de Guacoche que recibe estudiantes de primaria y bachillerato.